# Ensomheden
Ensomheden är en ö i Grönland (Kungariket Danmark).   Den ligger i kommunen Sermersooq, i den södra delen av Grönland, 500 km öster om huvudstaden Nuuk. Arean är 3,4 kvadratkilometer.
Terrängen på Ensomheden är lite kuperad. Öns högsta punkt är 218 meter över havet. Den sträcker sig 2,0 kilometer i nord-sydlig riktning, och 3,1 kilometer i öst-västlig riktning.